# Invariance de Lorentz
Ne doit pas être confondu avec Jauge de Lorenz.
 (septembre 2015).
Si vous disposez d'ouvrages ou d'articles de référence ou si vous connaissez des sites web de qualité traitant du thème abordé ici, merci de compléter l'article en donnant les références utiles à sa vérifiabilité et en les liant à la section « Notes et références ».
 (septembre 2015).
- Si vous ne connaissez pas le sujet, laissez ce bandeau (vous pouvez alors contacter les auteurs).
- Si vous supprimez le contenu mis en cause (vous pouvez préalablement contacter les auteurs),

argumentez précisément cette suppression dans la page de discussion
(un manque de référence n'est pas un argument ; une recherche réelle de référence doit avoir été effectuée, être formellement documentée).
L'invariance de Lorentz, quelquefois aussi appelée invariance de Lorentz et Poincaré est la propriété d'une quantité physique d'être inchangée par transformation de Lorentz. Il s'agit de quantités physiques qui, lorsqu'elles sont exprimées de manière tensorielle, sont des scalaires ou pseudoscalaires.
L'invariance de Lorentz locale est une des trois hypothèses composant le principe d'équivalence d'Einstein.
Dans les cadres de la relativité restreinte et donc de la relativité générale, une quantité est dite invariante de Lorentz, scalaire de Lorentz ou encore invariante relativiste, lorsqu'elle n'est pas modifiée sous l'application d'une transformation de Lorentz. Sa valeur est donc la même dans tous les référentiels galiléens.

## Grandeurs invariantes
Les grandeurs suivantes sont des invariants relativistes :
- l'action ;
- l'entropie ;
- la charge électrique ;
- la vitesse de la lumière dans le vide (c0) ;
- la pseudonorme d'un quadrivecteur[5] ;
- le genre — temps, lumière ou espace — de celui-ci[5] ;
- le signe de la composante temporelle d'un quadrivecteur de genre temps ou de genre lumière[5].

## Espace de Minkowski
Le premier exemple de quantité invariante de Lorentz est la métrique de Minkowski {\displaystyle \eta _{\mu \nu }\,}. Si on considère une transformation de Lorentz représentée par {\displaystyle \Lambda \,}, alors on a, par définition, des transformations de Lorentz
{\displaystyle \Lambda ^{t}\eta \Lambda =\eta \,}
si on utilise la notation matricielle, ou
{\displaystyle {\Lambda ^{\mu '}}_{\mu }{\Lambda ^{\nu '}}_{\nu }\eta _{\mu '\nu '}=\eta _{\mu \nu }\,}
si on adopte la notation d'indices plus commune en physique. On a adopté pour cette dernière la convention de sommation d'Einstein qui somme implicitement selon les quatre directions tout indice apparaissant à la fois en haut et en bas d'une expression.
À partir de cette quantité invariante fondamentale on peut en construire d'autres. Par exemple, si on considère le quadrivecteur d'énergie-impulsion,
{\displaystyle P^{\mu }={\begin{pmatrix}E\\{\vec {p}}\,c\end{pmatrix}}\,}
constitué de l'énergie {\displaystyle E\,} et de l'impulsion {\displaystyle {\vec {p}}\,}. Il n'est pas invariant de Lorentz, car il se transforme de la façon suivante
{\displaystyle P^{\mu }\rightarrow {\Lambda ^{\mu }}_{\nu }P^{\nu }\,}
Mais, par contre, on peut construire la quantité quadratique suivante par contraction de ce quadrivecteur en utilisant la métrique
{\displaystyle P^{2}\equiv P^{\mu }P_{\mu }\equiv \eta _{\mu \nu }P^{\mu }P^{\nu }=-E^{2}+p^{2}c^{2}=-m^{2}c^{4}\,}
qui définit la masse en relativité restreinte. Cette quantité est un invariant de Lorentz, car si {\displaystyle P^{\mu }} subit une transformation de Lorentz, la quantité {\displaystyle P^{\mu }P_{\mu }} devient :
{\displaystyle P^{\mu }P_{\mu }=\eta _{\mu \nu }P^{\mu }P^{\nu }\rightarrow \eta _{\mu \nu }({\Lambda ^{\mu }}_{\rho }P^{\rho })({\Lambda ^{\nu }}_{\sigma }P^{\sigma })=\eta _{\rho \sigma }P^{\rho }P^{\sigma }=P^{\rho }P_{\rho }}
où on a utilisé l'invariance de la métrique énoncée au début de l'article pour l'avant-dernière étape du calcul. Comme {\displaystyle \mu } et {\displaystyle \rho } sont des indices muets, on a bien retrouvé la norme du quadrivecteur {\displaystyle P}, qui est donc une grandeur invariante.
Dans cette démonstration, nous n'avons à aucun moment utilisé l'expression explicite de {\displaystyle P}, ce qui signifie que la norme de n'importe quel quadrivecteur est une grandeur conservée par les transformations de Lorentz.
Le fait qu'une quantité soit invariante permet d'obtenir des résultats intéressants en choisissant des référentiels particuliers. Par exemple, si on considère le cas d'une particule de masse non nulle {\displaystyle m\,}, alors on peut considérer le référentiel de repos dans lequel on a {\displaystyle {\vec {p}}=0\,}. On obtient alors la célèbre identité : 
Par contre, dans le cas d'une particule de masse nulle, comme le photon, il est impossible de trouver un tel référentiel, mais on a alors la relation